# Mililani Town
Mililani Town és una població dels Estats Units a l'estat de Hawaii. Segons el cens del 2000 tenia 28.608 habitants.

## Demografia
Segons el cens del 2000, Mililani Town tenia 28.608 habitants, 9.010 habitatges, i 7.694 famílies La densitat de població era de 2825,92 habitants per km².
Dels 9.010 habitatges en un 43,1% hi vivien nens de menys de 18 anys, en un 70,4% hi vivien parelles casades, en un 10,2% dones solteres, i en un 14,6% no eren unitats familiars. En el 10,6% dels habitatges hi vivien persones soles el 2,0% de les quals corresponia a persones de 65 anys o més que vivien soles. El nombre mitjà de persones vivint en cada habitatge era de 3,17 i el nombre mitjà de persones que vivien en cada família era de 3,41.
Per edats la població es repartia de la següent manera: un 27,2% tenia menys de 18 anys, un 9,2% entre 18 i 24, un 28,4% entre 25 i 44, un 28,1% de 45 a 64 i un 7,1% 65 anys o més.
L'edat mediana era de 36,2 anys. Per cada 100 dones hi havia 99,72 homes. Per cada 100 dones de 18 o més anys hi havia 98,1 homes.
La renda mediana per habitatge era de 73.067 $ i la renda mediana per família de 76.338 $. Els homes tenien una renda mediana de 47.051 $ mentre que les dones 31.976 $. La renda per capita de la població era de 24.427 $. Aproximadament el 2,5% de les famílies i el 3,2% de la població estaven per davall del llindar de pobresa.

## Poblacions més properes
El següent diagrama mostra les poblacions més properes.